# Ničiren šú
Ničiren šú (japonsky: 日蓮宗) je nejstarší buddhistický proud následovníků mnicha Ničirena. Podle tradice škola udržuje linii učitelů až k samotným Ničirenovým žákům. Tento proud byl jednotný až do 20. století, kdy se odštěpil proud následovníků hlásících se k Nikkóovi, jednomu z Ničirenových žáků, kteří nazvali svůj směr Ničiren šóšú.
Stoupenci Ničiren šú neuznávají tvrzení školy Ničiren šóšú, kteří považují za jediného skutečného Ničirenova následovníka mnicha Nikkóa. Ve škole Ničiren šú je mnich Nikkó jedním z nositelů tradice, ale ne jediný.